# Антлерит
Антлерит (рос. антлерит; англ. antlerite; нім. Antlerit) — мінерал групи сульфати, гідроксилсульфат міді острівної будови.
Синоніми: вернадськіт, вернадськіїт.

## Загальний опис
Хімічна формула: 4[Cu3SO4(OH)4]. Містить (%): CuO — 67,28; SO3 — 22,57; H2O — 10,15. Сингонія ромбічна. Форми виділення: кристали, а також масивні агрегати. Густина 3.9. Твердість 3.5—4. Колір смарагдово-зелений до темно-зеленого. Блиск скляний. Прозорий до напівпрозорого. Риса блідозелена.
Розповсюджений в зонах окиснення мідно-рудних жил. Особливо в пустелях Атакама і Мохаве. Вторинний мінерал халькозину. Мідна руда. Зустрічається разом з атакамітом, брошантитом, халькантитом, гіпсом. Основний рудний мінерал родов. Чукікамате (Чилі).

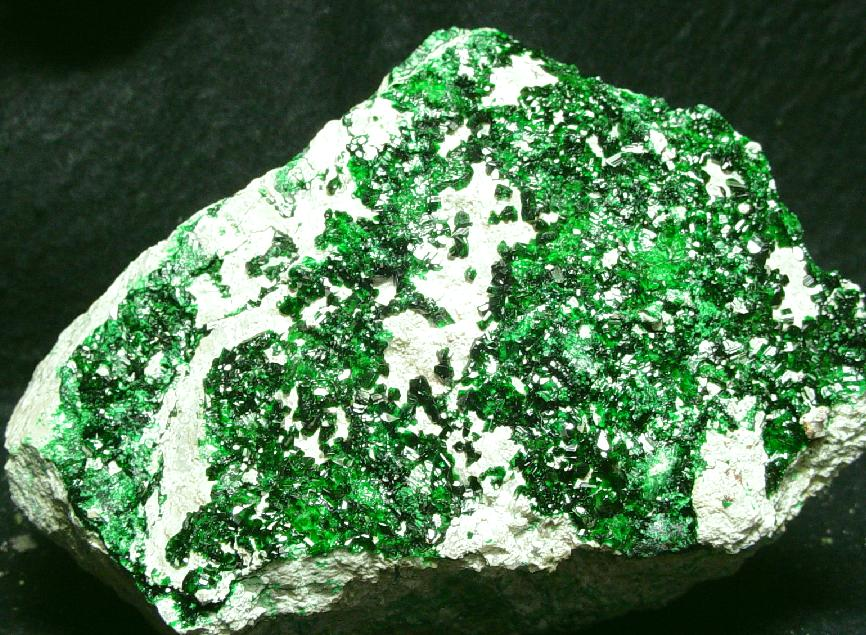
Антлерит, Чукікамата, Чилі
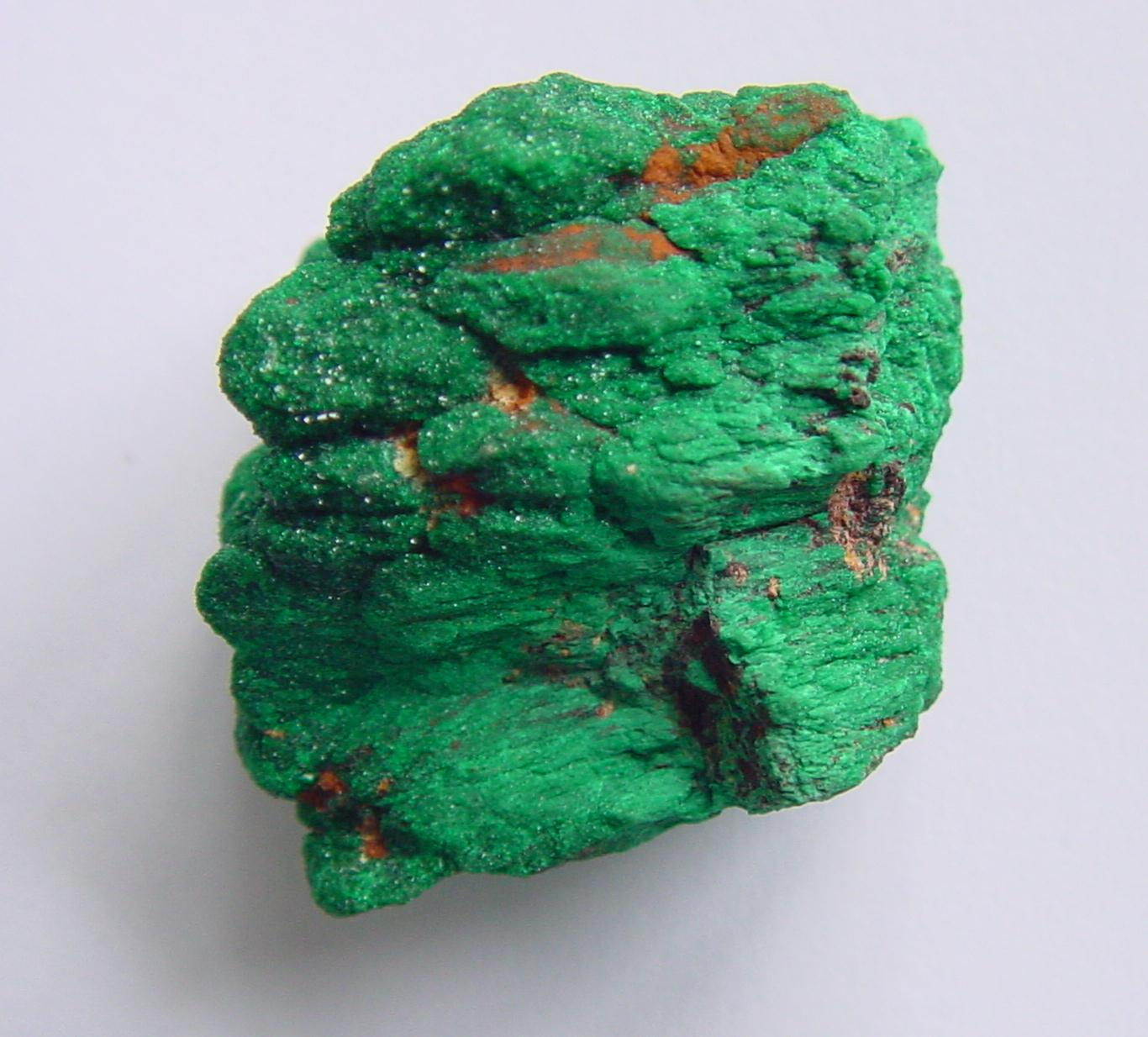
Антлерит, Квінсленд, Австралія
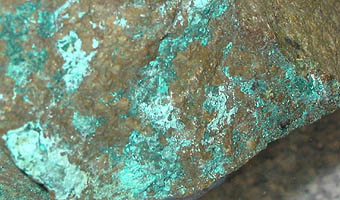
Антлерит, Словаччина
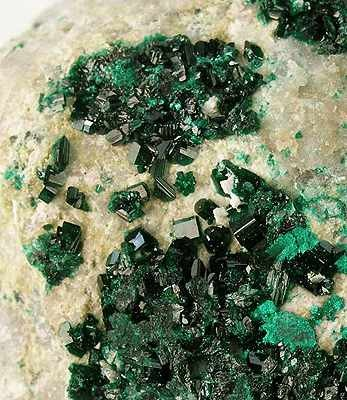
Антлерит